# 島本里沙
島本 里沙（しまもと りさ、1987年8月29日 - ）は、日本の元グラビアアイドル。

## 人物・来歴
東京都出身。
2008年4月16日に、芸能界からの引退を発表した。芸能活動を行っていた際は、ACEに所属していた。
- 趣味・特技：料理、お菓子作り、映画鑑賞、スポーツ（バドミントン）
- 血液型O型
- チャームポイントは「手が小さいところ」[1]。

## 出演

### テレビ
- 『水着少女』（テレビ東京）
- 『東京美優』（テレビ東京）
- 『芸能人専用タクシー し～たく』（テレビ東京）
- 『グラビアの美少女』（MONDO21）

## DVD
- Pearl（2003年10月25日、ベガファクトリー）
- Pure Smile 島本里沙（2004年2月20日、竹書房）
- Sweet Milk（2004年6月20日、ラインコミュニケーションズ）
- 情熱（2004年11月25日、イーネット・フロンティア）
- コラボレーションボックス ～Pure Memory～（2005年1月10日、さくら堂）
- Milk Shake（2005年2月20日、ラインコミュニケーションズ）
- 無垢-innocent world-（2005年5月25日、GPミュージアムソフト）
- 水着サムライ（2005年5月25日、GPミュージアムソフト）
- RICHA de GO（2005年8月25日、イーネット・フロンティア）
- MILK BOX（2005年9月20日、ラインコミュニケーションズ）
- オトナのカラダ（2005年10月28日、ぶんか社）
- 女子高制服図鑑2006（2005年12月23日、ぶんか社）
- The first experience[初体験]（2006年2月1日、Air control）
- 卒業旅行（2006年6月29日、アリックスジャパン）
- Richa Libre ~リチャリブレ~（2006年9月25日、英知出版）
- 19 Growing Up（2006年12月22日、日本メディアサプライ）

## 書籍

### 写真集
- 15果実（いちごジュース）（2003年8月29日、バウハウス）
- ストロベリー（2004年3月11日、バウハウス）（デジタル）
- RI-CHA（2004年2月25日、彩文館出版）
- girl（2004年7月22日、竹書房）
- 不思議な国のリサ（2005年4月、バウハウス）
- エンジェルコレクション Vol.16 島本里沙（2004年7月22日、バックアップ・プロモーション）（デジタル）
- 島本里沙デジタル写真集 ＠misty（2004年10月28日、＠misty）
- 島本里沙デジタル写真集 ＠misty Part2（2004年10月28日、＠misty）
- Harts You！～ロリボインセレクション～（2005年9月15日、クリエイトワークス）（デジタル）
- オトナのカラダ（2005年10月、ぶんか社）

### 連載
- KISSUI（英知出版）
  - ジャポリチャ学習帳～島本里沙ドキドキ社会科見学リポート
- e-ONNA（ジーオーティー）
  - りちゃのHappy Life～島本里沙1ヶ月まるごとダイアリー